# 파이칸 FC
파이칸 FC(페르시아어: باشگاه فوتبال پيکان)는 테헤란를 연고로 하는 이란의 축구단이다. 현재 아자데간 리그에 참가하고 있다.

## 우승
- 아자데간 리그: 2011–12, 2015–16

## 역대 감독
| 감독                | 임기      |
| ------------------- | --------- |
| 스튜어트 윌리엄스   | 1970      |
| 하미드 알리두스티   | 2010~2011 |
| 피루즈 카리미       | 2013      |
| 만수르 에브라힘자데 | 2014      |
| 사마드 마르파비     | 2014~2015 |
| 호세인 파라키       | 2018~2020 |
| 메흐디 타르타르     | 2020~2021 |

## 선수 명단

### 현역
참고: FIFA 자격 규정에 따라 소속된 국가대표팀 국기를 표시합니다. 선수는 복수의 FIFA 비회원국 국적을 가지고 있을 수 있습니다.
| 번호 | 포지션 | 국적 | 이름 |
| ---- | ------ | ---- | ---- |

| 번호 | 포지션 | 국적 | 이름 |
| ---- | ------ | ---- | ---- |